# Pinkish
«Pinkish» es una canción de rock del cantante estadounidense Gerard Way. Es un descarte de su álbum debut, Hesitant alien (2014), y fue publicada como sencillo el 16 de abril de 2016, con «Don't try» como lado B. Su publicación se hizo en discos de vinilo de 7", de color rosado.